# أحمد الدقامسة
أحمد الدقامسة (7 مارس 1972 في إربد) هو جندي أردني سابق خدم في حراسة الحدود الأردنية. اشتهر بعد اطلاقه النار على مجموعة من الفتيات الإسرائيليات بسبب استهزائهن به أثناء صلاته قرب الباقورة في 12 مارس 1997. وبقي مسجوناً في مركز إصلاح وتأهيل أم اللولو قرب مدينة المفرق حيث قضى عقوبة السجن المؤبد لفترة وصلت إلى عشرين عاما، وأفرج عنه ليلة الأحد الموافق 12 مارس 2017. في عام 2008 ناشدت سبعون شخصية أردنية الملك عبد الله الثاني العفو عنه وفي عام 2011 وصف وزير العدل الأردني الجندي دقامسة بالبطل.
وفي 12 مارس 2014 رداً على اغتيال القاضي رائد زعيتر، قرر مجلس النواب الأردني وبالإجماع الطلب بالإفراج عن الجندي أحمد الدقامسة.
ومنع وفد من الحركة الإسلامية من زيارة الجندي أحمد الدقامسة في 29 يوليو 2014 للمعايدة عليه بعيد الفطر، وذلك عقابا له على اضرابه عن الطعام قبل أشهر للمطالبة بالإفراج عنه.

## حياته
ولد الدقامسة في بلدة إبدر شمال محافظة إربد في شمال الأردن. التحق بالجيش الأردني في سنة 1987، وكان عمره آنذاك 15 عاماً. بعد خدمته لمدة وصلت 10 سنوات، قام باطلاق الرصاص في منطقة الباقورة على مجموعة من الفتيات الإسرائيليات قتل مُنهنّ 7 فتيات، ليتم تسريحه من الجيش واعتقاله ومحاكمته عسكرياً بالسجن المؤبد. وقد أفرج عنه في 2017.

## حادثة اطلاق النار 1997
اعتقل الدقامسة وسرّح من عمله وحكم عليه بالسجن المؤبد مع الأشغال الشاقة بعد إدانته بإطلاق الرصاص من سلاحه في 12 مارس - آذار 1997 -أثناء تأديته الخدمة العسكرية في منطقة الباقورة- على طالبات مدرسة إسرائيلية كن يتنزهن في المنطقة فقتل سبعا منهن. مثلت عملية الباقورة أهم منعطف في حياة أحمد الدقامسة، فقد تحول بموجبها من جندي 'مجهول' إلى 'قاتل' و'إرهابي' لدى البعض، ورمز وطني وبطل قوي لدى غالبية الأردنيين والعرب.
جاءت العملية ولم يجف بعد حبر معاهدة وادي عربة التي تم توقيعها قبل ذلك بسنوات ثلاث فقط عام 1994، ونفذت في مكان حساس أريد له وفقا لتلك الاتفاقية ولروح وأجواء 'السلام' الجديد مع الاحتلال الإسرائيلي أن يكون ملتقى سياحيا يفد إليه سكان الضفتين (أي منطقة الباقورة)، ويمثل متنفسا آمنا للسياح الإسرائيليين.  دفعت العملية الملك حسين بن طلال حينها إلى السفر لإسرائيل وتقديم اعتذار رسمي إلى حكومتها، وتقديم التعازي لأهالي وذوي الفتيات.  
من أبرز الاحداث في يوم حادثة الباقورة كانت حكومة الرئيس الأسبق عبد الكريم الكباريتي وقتها، ووصفت الحادثة بأنها حدث مزلزل بعد ما يقارب عامين على اتفاقية السلام، وكان الملك الحسين بن طلال وقتها خارج الأردن في زيارة إلى اسبانيا والأمير الحسن نائباً للملك، وفي تفاصيل الساعات الأولى للحادثة خلافات كثيرة بين أركان الحكم في الأردن، وكان رأي رئيس الوزراء وقتها (عبد الكريم الكباريتي) يدفع باتجاه أن تعلن الحكومة بأن الدقامسة “مريض نفسي” وتخفف عن نفسها الضغط السياسي الخارجي، وفي نفس الوقت لا تقف بمواجهة الشارع الشعبي، ونُقل أن الكباريتي قال “يرتكب الإسرائيليون كل يوم جريمة بحق الفلسطينيين ولا يخجلون من القول بأنه مجنون، فلماذا لا نفعل مثلهم ونغلق القضية؟!”

## محاكمته والسجن

### المحاكمة
اعتقل الدقامسة وحوكم محاكمة عسكرية، وحكم عليه بالسجن المؤبد (20 عام) وهو الحكم الذي يفترض أن ينتهي في في ليلة السبت 12 مارس 2017. حيث قال احمد الدقامسة خلال محاكمته عن سبب اطلاقه النار على الفتيات الإسرائيليات إنهن استهزأن به، وكن يضحكن ويطلقن بعض النكات تجاهه أثناء صلاته. 
وقد رفضت الحكومات الأردنية المتعاقبة الاستجابة من عام 1997 إلى العام 2017 للمطالبات المتعددة بالإفراج عن الدقامسة، وفي معظم الأحيان لم ترد على هذه المطالبات التي تحولت مع الوقت إلى قضية رأي عام في الأردن، وحتى على مستوى الشارع العربي في أحيان عديدة. وكان من المفترض أن يحكم عليه بالإعدام لكن المحكمة قالت إنه مختل عقليا وحكمت عليه بالسجن المؤبد الذي ينص القانون الأردني على أن مدته 20 عاما.

### السجن
تنقل احمد الدقامسة في عدد من السجون منها الموقر، وآخرها سجن ام اللولو. وقد عانى ظروفا صحية صعبة -بحسب محاميه وذويه- وأصيب خلال فترة اعتقاله بعدد من الأمراض المزمنة منها السكري والضغط وتصلب الشرايين، ودخل في إضراب مفتوح عن الطعام أكثر من مرة. عام 2010 أصيب ببداية جلطة قلبية بعد دخوله في إضراب عن الطعام، ثم خضع لاحقا (في العام 2014) لعملية قسطرة في القلب، وبالإضافة إلى وضعه الصحي شكا الدقامسة أكثر من مرة من سوء الظروف في معتقله.

## الإفراج عنه
بحلول السبت 12 مارس 2017 أفرج عن الجندي احمد الدقامسة من مركز اصلاح وتأهيل أو اللولو في محافظة المفرق، ونقل (وقد وصل من العمر 45 عاما) إلى منزل أسرته في قرية إبدر قرب مدينة إربد في شمال الأردن حيث كان في استقباله عشرات من أقاربه والمهنئين. مع اقامة طوق من أجهزة الأمن الأردنية ونقاط تفتيش حول القرية للحد من الدخول إليها مع تدفق الناس لرؤية الدقامسة.

## ردود الفعل
أصبح الدقامسة بطلا بالنسبة لأردنيين كثيرين ولحركة المعارضة القوية التي يقودها الإسلاميون والقوميون الذين يعارضون بشدة معاهدة السلام التي أبرمها الأردن مع إسرائيل. وتحول الدقامسة إلى أيقونه لدى العديد من الأردنيين وتم تأسيس «اللجنة الشعبية للإفراج عن الدقامسة» للمطالبة بالإفراج عن أحمد الدقامسة، والضغط لإستصدار عفو ملكي عنه.
- في العام 2011 صرح وزير العدل الأردني حسين مجلي إنه لا يعرف ما هي السيادة بالنسبة للأردن إذا لم يتمكن من الإفراج عن سجين؛ في إشارة للمطالبات الشعبية بالإفراج عن الدقامسة. وشارك مجلي -وهو نقيب المحامين الأسبق، وترأس هيئة الدفاع عن الدقامسة إبان محاكمته في اعتصام أقامته اللجنة الشعبية للإفراج عن الدقامسة، وقال إنه راجع كافة رؤساء الحكومات السابقين، مطالبا بالإفراج عن احمد الدقامسة. وقد احتجت الخارجية الإسرائيلية لدى القائم بالأعمال الأردني في تل أبيب على تصريحات مجلي التي أيد فيها إطلاق سراح الدقامسة، ولكن الحكومة الأردنية تنصلت من التصريحات التي أدلى بها وزير العدل. وصرح المتحدث باسم وزارة الخارجية محمد الكايد قوله إن 'التصريحات التي أدلى بها وزير العدل المحامي حسين مجلي حول قضية أحمد الدقامسة لا تعبر عن الموقف الرسمي للحكومة الأردنية على الإطلاق'.[4]

- مجلس النواب الاردني: طالب مجلس النواب الأردني يوم 12 مارس/آذار 2014 بالإفراج عن الدقامسة، رداً على اغتيال إسرائيل القاضي رائد زعيتر، يوم 10 مارس/آذار 2014 عند جسر الملك حسين الحدودي، وهي العملية التي كثفت الضغوط الشعبية الأردنية المطالبة بمعاملة إسرائيل بالمثل والإفراج عن السجين احمد الدقامسة.[4] وقد قامت مجندة إسرائيلية بقتل الشاب الأردني سعيد العمرو يوم 16 سبتمبر/أيلول 2016 بالرصاص عند باب العمود بالقدس المحتلة، مما زاد من غضب الشارع الأردني بعد تكرر جرائم القتل التي يرتكبها الاحتلال بحق مواطنين أردنيين.[4]

## التهديد بالاغتيال
في 16 مارس 2018، وبعد عام تقريبا من اطلاق سراحه، كشف الجندي السابق أحمد الدقامسة أنه تلقى رسالة تهديد بالقتل مصدرها إسرائيل عبر رسالة على تطبيق واتس اب من رقم دولي وغير أردني تبين فيما بعد أنه من داخل إسرائيل وباللغة العبرية مفادها (لا تعتقد بأننا نسيناك.. موعد الانتقام اقترب).

## الروابط الخارجية
- كاد ان يتسبب بحرب دولية- احمد الدقامسة